# Кяпанакцян, Хачатур Геворкович
Хачатур Геворкович Кяпанакцян (арм. Խաչատուր Գեվորգի Քյափանակցյան; 24 июня 1968, Ленинакан — 30 сентября 2007, Армения) — советский и армянский тяжелоатлет, тренер, многократный чемпион Армении, чемпион Европы (1993), двукратный рекордсмен мира в рывке. Мастер спорта СССР международного класса (1990).

## Биография
Родился 24 июня 1968 года в Ленинакане. Начал заниматься тяжёлой атлетикой в 1980 году под руководством Вагана Бичахчяна. В 1990 году стал серебряным призёром чемпионата СССР и обладателем Кубка СССР.
С 1993 года входил в состав национальной сборной Армении. В 1993 году выиграл золотую медаль чемпионата Европы в Софии. В 1994, 1995 и 1998 годах становился призёром чемпионатов Европы. В 1996 году на Олимпийских играх в Атланте выиграл соревнования в рывке, но не смог реализовать все три попытки в толчке.
В 2000 году завершил свою спортивную карьеру. В 2005—2007 годах был тренером национальной сборной Армении по тяжёлой атлетике.
В ночь с 29 на 30 сентября 2007 года погиб в автомобильной катастрофе на трассе Гюмри — Ванадзор. Похоронен в Гюмри.
В 2008 году армянский атлет Тигран Мартиросян посвятил свою победу на чемпионате Европы в Линьяно памяти Хачатура Кяпанакцяна.

## Спортивные результаты
| Год  | Соревнование               | Место проведения | Весовая категория | Рывок       | Толчок   | Сумма двоеборья | Место |
| ---- | -------------------------- | ---------------- | ----------------- | ----------- | -------- | --------------- | ----- |
| 1990 | Чемпионат СССР             | Липецк           | до 75 кг          | 160 кг      | 185 кг   | 345 кг          | 2     |
| 1990 | Кубок СССР                 | Луганск          | до 75 кг          | 155 кг      | 200 кг   | 355 кг          | 1     |
| 1993 | Чемпионат Европы           | София            | до 76 кг          | 165 кг      | 197,5 кг | 362,5 кг        | 1     |
| 1993 | Чемпионат мира             | Мельбурн         | до 76 кг          | 160 кг      | 197,5 кг | 357,5 кг        | 4     |
| 1994 | Чемпионат Европы           | Соколов          | до 76 кг          | 165 кг      | 190 кг   | 355 кг          | 2     |
| 1994 | Чемпионат мира             | Стамбул          | до 83 кг          | 170 кг      | 197,5 кг | 367,5 кг        | 6     |
| 1995 | Чемпионат Европы           | Варшава          | до 76 кг          | 160 кг      | 192,5 кг | 352,5 кг        | 2     |
| 1995 | Чемпионат мира             | Гуанчжоу         | до 76 кг          | 162,5 кг    | 190 кг   | 352,5 кг        | 5     |
| 1996 | Олимпийские игры           | Атланта          | до 76 кг          | 165 кг      | —        | —               | —     |
| 1997 | Открытый чемпионат Франции | Карпантра        | до 76 кг          | 171 кг      | 190 кг   | 361 кг          | 1     |
| 1997 | Чемпионат мира             | Чиангмай         | до 76 кг          | 155 кг      | 180 кг   | 335 кг          | 10    |
| 1998 | Чемпионат Европы           | Риза             | до 77 кг          | 165 кг      | 190 кг   | 355 кг          | 3     |
| 1998 | Чемпионат мира             | Лахти            | до 77 кг          | 162,5 кг    | 192,5 кг | 355 кг          | 8     |
| 1999 | Чемпионат Европы           | Ла-Корунья       | до 77 кг          | 168,5 кг WR | 192,5 кг | 360 кг          | 4     |
| 1999 | Чемпионат мира             | Афины            | до 77 кг          | 170,5 кг WR | 190 кг   | 360 кг          | 7     |
| 2000 | Чемпионат Европы           | София            | до 77 кг          | 162,5 кг    | 192,5 кг | 355 кг          | 4     |
| 2002 | Открытый чемпионат Франции | Клермон-л’Эро    | до 85 кг          | 160 кг      | 187,5 кг | 347,5 кг        | 1     |